# Rijksbeschermd gezicht Appingedam
Gezicht Appingedam is een van rijkswege beschermd stadsgezicht in Appingedam in de Nederlandse provincie Groningen. De procedure voor aanwijzing werd gestart op 10 maart 1971. Het gebied werd op 11 september 1972 definitief aangewezen. Het beschermd gezicht beslaat een oppervlakte van 8,4 hectare.
Panden die binnen een beschermd gezicht vallen krijgen niet automatisch de status van beschermd monument. Wel zal de gemeente het bestemmingsplan aanpassen om nieuwe ontwikkelingen in het gebied te reguleren. De gezichtsbescherming richt zich op de stedenbouwkundige en cultuurhistorische waardering van een gebied en wil het toekomstig functioneren daarvan veiligstellen.